# Lac de Debar

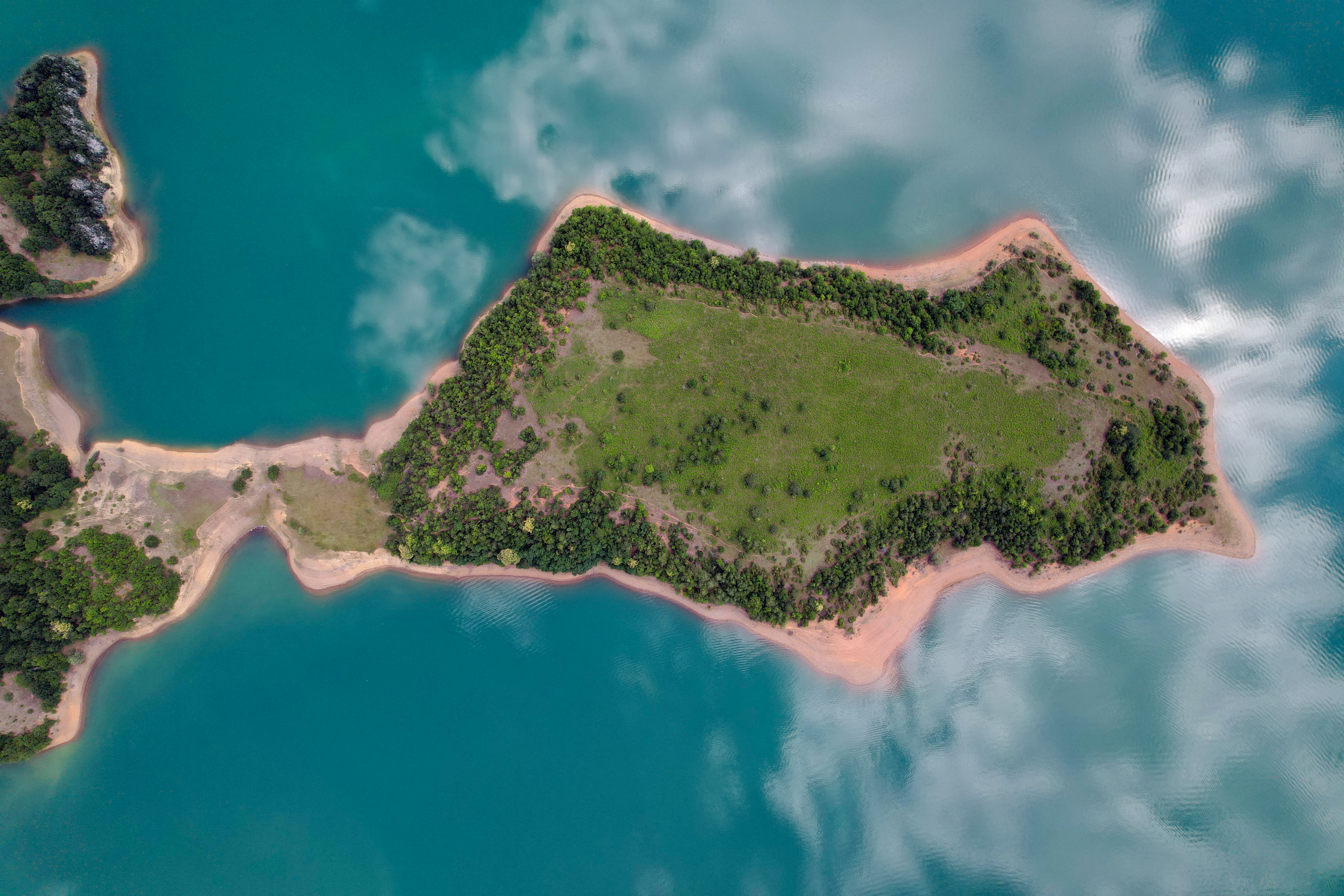
Une presqu'ile sur le lac de Debar. Juin 2022.

Le lac de Debar (en macédonien : Дебарско Езеро) est un lac situé à l'ouest de la Macédoine du Nord, à cheval sur les  municipalités de Debar et de Tsentar Joupa. Il se trouve au pied des massifs du Stogovo et de la Yablanitsa. Il a été créé par un barrage, construit en 1968 sur le Drin noir. Il retient également les eaux d'un affluent de ce dernier, la Radika, et occupe en fait l'espace de confluence entre les deux cours d'eau.
Le barrage fait 102 mètres de haut et approvisionne une centrale hydroélectrique qui produit en moyenne 300 millions de kWh. Le lac fait 22 kilomètres de long, couvre 13 km² et compte un volume de 520 millions de mètres cubes. Son eau est utilisée pour l'irrigation.